# São Félix do Piauí
São Félix do Piauí là một đô thị thuộc bang Piauí, Brasil. Đô thị này có diện tích 656,52 km², dân số năm 2007 là 3116 người, mật độ 4,75 người/km².